# أليس هيرز
أليس هيرتس (بالألمانية: Alice Herz)‏ (شتراوس قبل الزواج؛ 25 مايو 1882 -26 مارس 1965)، ناشطة سلامية لفترة طويلة، وأول شخص يُقدم على التضحية بنفسه في الولايات المتحدة احتجاجًا على حرب فيتنام المتصاعدة حينها، على غرار الراهب البوذي تتش كوان دك الذي ضحى بنفسه اعتراضًا على الاضطهاد الذي تعرض له البوذيون في ظل الحكومة الجنوب فيتنامية.

## الحياة
غادرت الأرملة ذات الأصول الألمانية اليهودية ألمانيا مع ابنتها هيلغا في عام 1933، إذ توقعت ظهور النازية قبل وقت طويل من بزوغها في ألمانيا. عاشت أليس وهيلغا هيرتس في فرنسا عند غزوها من قبل الألمان في عام 1940. ذهبت أليس وهيلغا في نهاية المطاف إلى الولايات المتحدة في عام 1942 بعد بقائهما لبعض الوقت في معسكر غورس، وهو أحد معسكرات الاعتقال بالقرب من الحدود الإسبانية.
استقرت أليس وابنتها في ديترويت، ميشيغان، حيث أصبحت هيلغا أمينة مكتبة ديترويت العامة وعملت أليس لبعض الوقت كمدرّسة لغة ألمانية مساعدة في جامعة وين ستيت. رُفض طلب أليس وابنتها للحصول على الجنسية الأمريكية نتيجة امتناعهما عن التعهد بالدفاع عن الأمة بالسلاح. قدمت هيلغا طلبًا جديدًا لاحقًا ومُنِحت الجنسية في عام 1954، لكن يبقى من غير الواضح حصول أليس عليها. انضمّت أليس وهيلغا إلى التوحيديين، وانخرطتا في أنشطة العديد من مجموعات السلام.
كتبت هيرتس خطابًا مفتوحًا ووزعته على العديد من الأصدقاء وزملائها الناشطين قبل وفاتها، واتهمت فيه الرئيس ليندون جونسون باستخدامه قوته العسكرية «لإبادة بلدان بأكملها اختارها بنفسه». دعت الشعب الأمريكي إلى «النهوض والتحرك» ضد الحرب، ووصفت تضحيتها بنفسها بأنها محاولة «لجعل صوتي مسموعًا».

## التضحية بالنفس
أحرقت هيرتس نفسها في أحد شوارع ديترويت في 16 مارس 1965 عن عمر 82 سنة، حيث شاهدها سائق كان يقود سيارته بالجوار برفقة ولديه وهي تحترق وتخمد اللهب. توفيت متأثرة بجراحها بعد عشرة أيام. وفقًا لما كتب تايلور برانش في كتابه في حافة كنعان (2006)، شكّل خطاب الرئيس جونسون إلى الكونغرس لدعم قانون حق التصويت السبب الذي دفع هيرتس إلى الاعتقاد أن الوقت مناسب للاحتجاج على حرب فيتنام. استمرت الحرب لعشر سنوات إضافية بعد وفاتها.

## الإرث
اعترفت هيرتس لصديقتها قبل وفاتها باستخدامها جميع أساليب الاحتجاج المقبولة والمتاحة للناشطين -بما فيها المسيرات والاحتجاجات وكتابة المقالات والرسائل- وتساءلت عما يمكن فعله أكثر من ذلك. أسس الكاتب والفيلسوف الياباني شينغو شيباتا صندوق أليس هيرتس للسلام بعد وفاتها بفترة قصيرة. أُطلق على ساحة في برلين اسم (أليس هيرتس بلاتز) تكريمًا لها في عام 2003.